# Tomomingi
Tomomingi is een geslacht van spinnen uit de familie springspinnen (Salticidae).

## Soorten
De volgende soorten zijn bij het geslacht ingedeeld:
- Tomomingi holmi (Prószyński & Żabka, 1983)
- Tomomingi keinoi (Prószyński & Żabka, 1983)
- Tomomingi kikuyu (Prószyński & Żabka, 1983)
- Tomomingi nywele Szüts & Scharff, 2009
- Tomomingi silvae Szüts & Scharff, 2009
- Tomomingi sjostedti (Lessert, 1925)
- Tomomingi wastani Szüts & Scharff, 2009